# Список серий мультсериала «Американский дракон: Джейк Лонг»
Ниже приведен список серий оригинального анимационного сериала канала Disney "Американский дракон: Джейк Лонг", созданного Джеффом Гудом.
Этот анимационный сериал рассказывает историю о тринадцатилетнем подростке Джейке Лонге (с китайского: Lóng — дракон), который, как все, ходит в школу, имеет двух лучших друзей и периодически борется с логичными для его возраста проблемами. Но мало кто знает, что он давно ведёт двойную жизнь, так как был рожден с необычными способностями: Джейк может превращаться в крупного огнедышащего дракона. Он учится контролировать свои силы и возможности, но, естественно, не без помощи.

## Обзор Серий
| Сезон              | Серии              | Серии              | Даты показа    | Даты показа     |
| Сезон              | Серии              | Серии              | Первая серия   | Последняя серия |
| ------------------ | ------------------ | ------------------ | -------------- | --------------- |
| 1                  | 21                 | 21                 | 21 января 2005 | 29 января 2006  |
| Специальный эпизод | Специальный эпизод | Специальный эпизод | 1 июля 2005    | 1 июля 2005     |
| 2                  | 31                 | 31                 | 10 июня 2006   | 1 сентября 2007 |

## Эпизоды

### 1 сезон (2005—2006)
| № общий | № в сезоне | Название                                         | Автор сценария    | Художник-Раскадровщик                             | Дата премьеры    | Произв. код |
| --- | ---------- | ------------------------------------------------ | ----------------- | ------------------------------------------------- | ---------------- | ----------- |
| 1 | 1          | «Old School Training "(Тренинг старой школы)»    | Eddie Guzelian    | Dave Filoni & Stephen Lewis                       | 21 Января 2005   | 101         |
| Тринадцатилетний дракон Джейк Лонг продолжает занятия со своим дедушкой Лао Ши — драконьим наставником. Он знакомится с девушкой Роуз, врезавшись в неё, когда он ехал на скейтборде, опаздывая на тренировку. Девушка ему понравилась, он влюбляется в неё. В тот же день, он знакомится со своим настоящим врагом — Хансменом, который позже захватывает его дедушку и пытается захватить его. Но ему это не удаётся. Note: This episode originally premiered in the UK on December 19, 2004 |            |                                                  |                   |                                                   |                  |             |
| 2 | 2          | «Dragon Breath(Дыхание дракона)»                 | Laura McCreary    | Rick Del Carmen & Ken Laramay                     | январь 22, 2005  | 103         |
| В связи с драконьими проблемами у Джейка по-настоящему сильно пахнет изо рта. Он хочет пригласить на танцы Роуз, но она идёт на танцы с его недругом по школе Брэдом. Он хочет вызвать в ней ревность, чтобы она была с ним. Фу-Дог предлагает ему выбрать спутницу из его знакомых на Магус-базаре, но там все «немного не такие». В результате он выбирает девушку нормальную на первый взгляд, которая оказывается Никсом — человеком, превращающимся (когда луна в зените) в жуткое чудовище. И на вечеринке его выручает только его неприятное дыхание, которое Никсы не выносят… |            |                                                  |                   |                                                   |                  |             |
| 3 | 3          | «The Talented Mr. Long(Талантливый Мистер Лонг)» | Laura McCreary    | Wendy Grieb & Dave Knott                          | январь 28, 2005  | 106         |
| Легендарный Кубок Тарануши, заключающий в себе опасного джина, затерялся среди кубков для победителей соревнований. Профессор Ротвуд заметил его на школьной выставке, чтобы освободить создание которое там заключено и таким образом доказать существование магических существ. Тем делом Спад хочет выступить на том конкурсе, но Ротвуд тоже хочет выставить своего ученика чтобы кубок достался ему. Бред, которого Ротвуд подговаривает, строит всем пакости, запирает в туалете Джейка, который выбираясь наружу случайно ломает канализацию. Вода потихоньку с потолка падает в кубок, и джин вырывается наружу. Джейк дерётся с джином, все ничего не понимают, и Спад произносит своё «коронное заклинание». Оно и оказывается потерянным заклинанием заточения джина обратно. |            |                                                  |                   |                                                   |                  |             |
| 4 | 4          | «The Legend of the Dragon Tooth»                 | Catherine Lieuwen | Chris Harmon, Chong Lee & Victor Cook             | февраль 4, 2005  | 105         |
| У сестры Джейка Хейли шатается и скоро должен выпасть зуб — немалое событие для драконов, поскольку он обладает особой волшебной силой. Тем временем ассистент Зубной Феи, доктор Денте предаёт её и, чтобы получить большую силу, ищет зуб… |            |                                                  |                   |                                                   |                  |             |
| 5 | 5          | «Act 4, Scene 15»                                | Matthew Negrete   | Rick Del Carmen & Ken Laramay                     | февраль 11, 2005 | 109         |
| Хансмен хочет использовать Волшебного Скарабея чтобы воскресить все умершее поколение Хансменов. Тем временем Джейк проходит прослушивание на роль Антония в пьесе «Антоний и Клеопатра», чтобы больше быть вместе с Роуз, поскольку она играет Клеопатру, а зрителям мультфильма открывается тайна Роуз — она Хансгёл… - Note: This episode chronologically comes after "Professor Rotwood's Thesis". |            |                                                  |                   |                                                   |                  |             |
| 6a | 6a         | «Adventures In Troll Sitting»                    | Jeff Goode        | Nathan Chew                                       | февраль 18, 2005 | 104a        |
| В дом к Джейку приходит тролль, который прячется от солнца, и начинает вести себя как у себя дома, и готовиться к какому-то свиданию. А Джейку приходиться прятать тролля от родителей и приехавшей к ним тёти Пачули, и бороться с озверевшими комками шерсти тролля, которые он сжёг не зная об одной вещи… |            |                                                  |                   |                                                   |                  |             |
| 6b | 6b         | «Fu Dog Takes a Walk»                            | Jeff Goode        | Scott Shaw                                        | февраль 18, 2005 | 104b        |
| Фу-Дог получает билет на бейсбол, в специальный магический сектор и отправляется туда, однако на его пути встаёт Афелия Огелайви, страдающая аллергии на собак женщина, желающая сделать из собак специальный концентрат против аллергии. Теперь Фу пытается спастись от неё и спасти остальных собак которых Афелия похитила для той же цели… |            |                                                  |                   |                                                   |                  |             |
| 7 | 7          | «Professor Rotwood's Thesis»                     | Eddie Guzelian    | Nathan Chew, Lenord Robinson & Victor Cook        | февраль 25, 2005 | 107         |
| Во время битвы с Хангел, Джейк теряет сознание и валяется в переулке, пока на него случайно не натыкаются его друзья — Трикси и Спад. Они ничего не знают о том что Джейк дракон, и решают продать его Ротвуду за 500 долларов (которые он обещал в листовке), чтобы получить деньги на аналог случайно разбитой вазы. После они замечают на компьютере фотографии превращения Джейка в дракона, за которые он хотел выручить деньги, и бегут к дедушке, а затем придумывают план спасения Джейка. - Note: This episode chronologically comes before "Act 4, Scene 15". |            |                                                  |                   |                                                   |                  |             |
| 8a | 8a         | «The Egg»                                        | Elijah Aron       | Stephen Lewis                                     | март 25, 2005    | 108a        |
| Джейку и Фу-Догу поручают охранять яйцо грифона, которое в магическом мире является очень редким явлением так как грифоны сносят его раз в 1000 лет. Однако, когда они пребывают на Эмпайр-стейт-билдинг (место жительства Грифона), яйцо похищают Хантсмен и Хансгёл, но Джейк и Фу-Дог выбивают его у них, но и они теряют его. Теперь начинается погоня за яйцом по городу… |            |                                                  |                   |                                                   |                  |             |
| 8b | 8b         | «The Heist»                                      | Mark Myers        | Dave Filoni                                       | март 25, 2005    | 108b        |
| Злой колдун Эллай Пандерус украл у леприконов горшочек с золотом и Джейку нужно им его вернуть. |            |                                                  |                   |                                                   |                  |             |
| 9 | 9          | «Dragon Summit»                                  | Brandon Sawyer    | Stephen Lewis & Dave Filoni                       | апрель 1, 2005   | 111         |
| Джейк, Дедушка и Фу-Дог едут на остров драконов, где Джейку надо отчитаться перед Драконьим консулом, и где его собирались проэкзаменовать. Там он знакомится с Фредом Нерком — драконом из Австралии, который совсем не рад появлению Джейка, ведь до него он был очень популярен, и тогда они устраивают войну магических шуток. Вскоре Джейк узнаёт что главный враг магических созданий это — Тёмный Дракон, и однажды он будет вынужден встретиться с ним… - Note: This episode chronologically comes after "Shapeshifter". |            |                                                  |                   |                                                   |                  |             |
| 10 | 10         | «Body Guard Duty»                                | Laura McCreary    | Chris Harmon & Chong Lee                          | апрель 29, 2005  | 110         |
| Джейку поручают охранять Оракульных Близнецов — Кару и Сару, обладающих даром предсказания. Чтобы не прерывать свою школьную жизнь, он приводит их в класс, где близнецы сразу начинают устраивать переполох. Они помогают Джейку обмануть на контрольной по мифологии, что приводит к неожиданным последствиям. |            |                                                  |                   |                                                   |                  |             |
| 11 | 11         | «Shapeshifter»                                   | Matthew Negrete   | Wendy Grieb & Dave Knott                          | май 13, 2005     | 102         |
| Что бы выкрасть опасный артефакт (шар Малорфиса) у Хансмена, Джейку приходится выпить зелье, позволяющее превращаться в кого угодно в течение 24 часов. Он начинает злоупотреблять превращениями, и в итоге оказывается схвачен Ханскланом (ещё бы секунда и Хансгёл увидела бы истинное обличье Джейка). - Note: This episode chronologically comes before "Dragon Summit". |            |                                                  |                   |                                                   |                  |             |
| 12 | 12         | «The Ski Trip»                                   | Laura McCreary    | Chris Harmon & Chong Lee                          | май 27, 2005     | 115         |
| Джейк с классом и мистером Ротвудом отправляются на лыжный курорт. В результате случайной цепи событий Джейк узнаёт страшную тайну Роуз. |            |                                                  |                   |                                                   |                  |             |
| 13 | 13         | «The Long Weekend»                               | Jim Peronto       | Wendy Grieb & Dave Knott                          | июль 1, 2005     | 112         |
| In an attempt to bond with his son, Jonathan Джейк, Трикси, Спад и папа отправляются в лес, чтобы провести выходные на природе. Мама и Хейли решают провести этот уикенд на курорте, но путают автобусы и попадают в спартанский лагерь. В лесу к Джейку за помощью обращаются эльфы. Побороть чудовище Джейку помогает его папа. |            |                                                  |                   |                                                   |                  |             |
| 14 | 14         | «Eye of the Beholder»                            | Chris Nee         | Nathan Chew & Lenord Robinson                     | июль 30, 2005    | 114         |
| Эллай Пандерус решил провести конкурс « Мисс магический мир», а Джейк и Лао Ши заподозрив неладное решили остановить его. - Note: This episode chronologically comes after "The Hunted". The pageant host was voiced by Monty Hall. |            |                                                  |                   |                                                   |                  |             |
| 15 | 15         | «Jake Takes the Cake»                            | Jeff Goode        | Dave Filoni & Stephen Lewis                       | август 26, 2005  | 116         |
| Лао Ши поручил своему ученику Джейку поймать гремлина, что оказывается сделать отнюдь не просто. |            |                                                  |                   |                                                   |                  |             |
| 16 | 16         | «Hong Kong Knights»                              | Matthew Negrete   | Rick Del Carmen, Louie del Carmen & Stephen Lewis | сентябрь 8, 2005 | 120         |
| Драконий консул Чанг заманивает Лао Ши в ловушку тёмного дракона, и Джейк, чтобы спасти своего деда, собирает армию существ и людей (Трикси, Спад, Фу, зубная фея, Вероника, Кара и Сара). - Notes: This episode chronologically comes after "The Halloween Bash". |            |                                                  |                   |                                                   |                  |             |
| 17 | 17         | «The Halloween Bash»                             | Scott M. Gimple   | Rick Del Carmen & Ken Laramay                     | октябрь 22, 2005 | 118         |
| Джейк устроил вечеринку, но приехавшая инспекция драконьих консулов лишает его силы дракона за нарушение правил. А в то же время Хансклан, чтобы Хансгёл прошла посвящение, похищает драконьих консулов. Джейк решает спасти их и при помощи вечеринки побеждает врагов. - Notes: Ingrid Third from Fillmore! makes a cameo. This episode chronologically comes before "Hong Kong Knights". |            |                                                  |                   |                                                   |                  |             |
| 18a | 18a        | «Fu and Tell»                                    | Mark Drop         | Rick Del Carmen                                   | ноябрь 3, 2005   | 113a        |
| Хейли приносит Фу-Дога в школу на конкурс, где Фу встречается с кошкой Оливии (соперницы Хейли), которую зовут Ен-Ен (Мисс Стинклс). Она (Ен-Ен) много лет назад украла счастливую монету у Фу-Дога, а когда дети уходят на перемену они снова начинают драться за монету, и Фу-Дог выигрывает проглотив монету. |            |                                                  |                   |                                                   |                  |             |
| 18b | 18b        | «Flight of the Unicorn»                          | Mark Drop         | Ken Laramay                                       | ноябрь 3, 2005   | 113b        |
| Празднуя «день свободы», Джейк, Трикси и Спад находят единорога запертого в цирке. И они решили освободить его, потому что знают: что, если не вернуть единорога в стаю до вечера этого дня, он погибнет. |            |                                                  |                   |                                                   |                  |             |
| 19 | 19         | «Keeping Shop»                                   | Laura McCreary    | Nathan Chew, Lenord Robinson & Marty Warner       | январь 6, 2006   | 119         |
| Джейк и Лао Ши на выходные уезжают на тренировку, а Трикси со Спадом должны присмотреть за магазином деда, и спасти магнус, город от байкеров, которыми являются горные тролли. |            |                                                  |                   |                                                   |                  |             |
| 20 | 20         | «Ring Around the Dragon»                         | Brandon Sawyer    | Dave Knott & Wendy Grieb                          | январь 12, 2006  | 117         |
| К Джейку обращается чета великанов, и просит его вернуть им их 8-летнего сына-великана по имени Хобби, который ушёл в К.Л.Б (Королевская Лига по Борьбе). Тогда Джейк вписывается в участники как «Дракон-огонь» и пытается уговорить Хобби вернуться домой, однако тот отказывается. А когда Хобби случайно рассказывает основателю К. Л.Б, Королю Халмеру о деревне великанов, то ситуация становится крайне серьёзной, поскольку Халмер решает поработить великанов и сделать из них участников по борьбе… |            |                                                  |                   |                                                   |                  |             |
| 21 | 21         | «The Hunted»                                     | Eddie Guzelian    | Chris Harmon & Chong Lee                          | январь 29, 2006  | 121         |
| Джейка и остальных магических существ захватывает Хансклан, для того чтобы Хансгёл (Роуз) смогла исполнить обряд посвящения. Но Джейк и его новые друзья сбегают и теперь весь Хансклан в главе с Хансменом начинают преследовать их. Скрывшись, Джейк начинает тренировать своих друзей, чтобы они смогли постоять за себя, и когда Джейка схватывает Хансклан, то натренированные друзья Джейка спасают его, а Роуз узнаёт что Американский дракон это Джейк - её парень.(Джейк находит в себе силы и раскрывает своё обличье перед ней), на следующий день Роуз исчезает из школы. - Note: This episode chronologically comes before "Eye of the Beholder". |            |                                                  |                   |                                                   |                  |             |

### Серия -Кроссовер (2005)
| Название | Режиссёр   | Автор сценария | Художник-раскадровщик                            | Дата премьеры | Произв. код  |
| --- | ---------- | -------------- | ------------------------------------------------ | ------------- | ------------ |
| «Морфоломей» | Виктор Кук | Брэндон Сойер  | Брони Ликоманов, Луи Дель Кармен и Трой Адомитис | июль 1, 2005  | 225 (L&S:TS) |
| Джейк и компания прибыли на Гавайи, чтобы расследовать случаи появления странных «магических» существ по всему острову, в то время как Лило пытается выиграть соревнование по скейтбордингу для своего возлюбленного Кеони. - Примечание: События этого эпизода происходят во втором и последнем сезоне сериала "Лило и Стич: Мультсериал". |            |                |                                                  |               |              |

### 2 сезон (2006—2007)
| #       | Дата выхода      | Название серии                                               | Описание |
| 1 (22)  | 10 июня 2006     | Bring It On (Фурии)                                          | Профессор Ротвуд пробудил фурию, нечаянно обронив статую. В результате началась гонка между Джейком и Фурией за статуями сестёр фурии (Медузой и Ариэлью), правда Фурия их искала, чтобы пробудить, а Джейк, чтобы помешать ей. Но из-за сверхспособностей Фурии, Джейк опоздал, и все 3 сестры были оживлены. И в тот момент, когда казалось, что поражение неизбежно, Спад и Трикси спасли ситуацию, рассорив сестёр-горгон по поводу кто главная из них, и кто должна править миром. И в начавшейся битве, сёстры перестаравшись, друг друга превратили в камень. |
| 2 (23)  | 24 июня 2006     | Half Baked (Яд Крайлока)                                     | Джейку во сне является Роуз. Она сообщает ему, что Хансмен что-то задумал. После этого американский дракон (то есть Джейк) просыпается и решает создать зелье, которое позволит ему увидеть Роуз. Но как назло для этого зелья ему не хватает единственного ингредиента-яда Крайлока и Джейк начинает охоту за ним. |
| 3 (24)  | 1 июля 2006      | The Academy (Хансакадемия)                                   | Чтобы узнать что Хансмен задумал, Джейк и Спад проникли в хансакадемию (академию убийц драконов). Во время одной из попыток взлома системы, Джейк встречает Роуз. Она объясняет ему, что её сослали в эту академию. А выйти оттуда можно только убив дракона. Когда Спад и Джейк собрались убегать, Джейка поймали. Теперь ему предстоит бой с Роуз. В итоге Хансгёл победила Американского дракона. Но всё не так просто! |
| 4 (25)  | 8 июля 2006      | The Doppelganger Gang (Бригада дубликатов)                   | Когда Джейку надоедают его драконьи обязанности, он с помощью своих драконьих сил, создаёт копии самого себя, чтобы облегчить себе нагрузку. Но его план быстро проваливается, когда один из его клонов восстаёт против него самого и пытается уничтожить Джейка (т.к. Джейк создал последнего клона с помощью негативного зелья). |
| 5 (26)  | 15 июля 2006     | Something Fishy This Way Comes (Что-то рыбное надвигается)   | Из тюрьмы подводного королевства сбегает опасное существо-Келпи, способное превращаться в других существ, укусив их. И Джейку предстоит его вернуть обратно в тюрьму |
| 6 (27)  | 29 июля 2006     | Breakout (Прорыв)                                            | Джейк и Роуз узнают о невероятно опасном плане Хансмена, по которому он хочет избавиться от всех волшебных созданий, используя силу магических черепов |
| 7 (28)  | 5 августа 2006   | Family Business (Семейный бизнес)                            | Джейк потрясён, обнаружив, что его сестра, Хейли, по достижении восьмилетнего возраста начала драконье обучение. Когда она начинает превосходить его в разных задачах, ревнуя, Джейк тайно делает так, чтобы её драконьи способности вышли из-под контроля. Но когда Хейли похищают гоблины, и Джейк, чувствуя свою вину, пытается спасти сестру, оказывается, проблемы у неё были не только из-за шутки брата. |
| 8 (29)  | 12 августа 2006  | Hero of the Hourglass (Назад в прошлое)                      | Джейку надоело скрывать правду от отца о том, что он, его мать и Хейли-драконы в человеческом обличье. Он решает вернуться в прошлое, чтобы его мать открыла всю правду его отцу, но не знает, что такое откровение принесёт непоправимые перемены и что таким образом Джейк может не родиться. |
| 9 (30)  | 19 августа 2006  | Dreamscape (Во сне)                                          | Джейк встречается во снах с Роуз, из — за этого он проспал и опоздал в школу. Ротвуд даёт ему последний шанс, он должен будет сдать экзамен, но не сообщает Джейку по какому предмету. Джейк не знает, что ему делать и Роуз предлагает залезть в подсознание Ротвуда и выкрасть ответы. Всё удаётся, но они забывают закрыть дверь и выпускают из — под сознание Химеру. Что бы вернуть Химеру назад в под сознание Ротвуда, Джейк, Роуз, Спад и Трикси отправляются во сны, там они встречают Лао Ши и забирают у него ловушку для Химеры. Там Трикси заглядывает в свой сон, где она хирург и проводит операцию. Потом они попадают в сон Спада, где ему сниться город Спадаполис. Там они уже почти поймали Химеру, но тут в библиотеку (в ней они заснули) приходи мистер Ротвуд и будет их. Трикси включает сигнализацию на машине Ротвуда, и ребята спокойно возвращаются в сон. Джейк и Роуз сражаются с Химерой, но ловушка падает в воду, Джейк отправляется за ней, а Роуз отвлекает Химеру и приводит её в свои сны. Там она видит в своём подсознание себя, только родившейся и как Хансмен забрал её у родителей и понимает, что её долгое время обманывали. Они возвращаются в Спадаполис, где Джейк побеждает Химеру. Джейк, Роуз, Трикси и Спад просыпаются. А на следующий день, Трикси сдаёт тест по биологии благодаря сну, а Джейк разрывает ответы и сам сдаёт тест. |
| 10 (31) | 9 сентября 2006  | A Befuddled Mind (Ящик Пандоры)                              | Спад получает отличные оценки на правительственных стандартизированных тестах и набирает баллы в топ — секрет школу под названием «Институт Гениев». Между тем, Джейк и Трикси должны попытаться восстановить древний магический артефакт из тёмной магии. |
| 11 (32) | 16 сентября 2006 | Fool's Gold (Золото дураков)                                 | Джейк спас лепреконов, и за это они предложили ему работать на них, зарабатывая огромные деньги и Джейк согласился. Но всё, как всегда, вышло из-под контроля и юному Джейку предстоит исправить ситуацию |
| 12 (33) | 23 сентября 2006 | Feeding Frenzy (Пищевое безумство)                           | Джейк и его семья вместе с Лао Ши поехали навестить родственников по линии его матери, но на них внезапно напали акулы, желающие захватить трезубец Нептуна и получить таким образом власть над миром. |
| 13 (34) | 30 сентября 2006 | Haley Gone Wild (Хейли становится дикой)                     | Хейли после просмотра «Поко Шоу», была загипнотизирована, и Джейку пришлось её спасать. |
| 14 (35) | 24 октября 2006  | Supernatural Tuesday (Сверхъестественный вторник)            | В школе Джейка появился новенький, который оказался начинающим чародеем. В борьбе с ним за звание президента школы, Джейк осмеливается принести в школу магический артефакт, не подозревая о новой опасности. |
| 15 (36) | 18 ноября 2006   | The Rotwood Files (Файлы Ротвуда)                            | Вместо Ротвуда выгнанного из школы (не без помощи Джейка), пришёл новый директор, заподозривший в Джейке дракона. Сможет ли Джейк скрыть правду, или все узнает про волшебный мир? |
| 16 (37) | 16 декабря 2006  | Hairy Christmas (Американский Дракон: Рождественский выпуск) | Детеныш-снежный человек был нечаянно похищен людьми, и чтобы избежать уничтожения города, Джейк должен вернуть малыша обратно |
| 17 (38) | 6 января 2007    | Switcheroo (Обмен телами)                                    | Джейк и Хейли поменялись телами, случайно активировав волшебное зеркало. Оказалось, непросто быть друг другом не только в человеческом обличье, но и в непривычном драконьем. Теперь, чтобы не натворить глупостей, враждующим брату и сестре придётся объединиться. |
| 18 (39) | 3 февраля 2007   | The Love Cruise (Любовный круиз)                             | Купидон отдал на хранение Джейку свой лук и волшебные стрелы, прямо перед началом школьного круиза. Джейк думает, что Роуз ненавидит его, а потому решает задействовать стрелы, но оказалось, опасения Американского дракона напрасны, а стрелы имеют неожиданный эффект. На корабле началась путаница, а Хансмен чуть не узнал о сущности своего злейшего врага-дракона. |
| 19 (40) | 18 февраля 2007  | Year of the Jake (Год Джейка)                                | Джейк во время уборки в магазинчике Лао Ши, нечаянно освобождает демонов из сундука, вернуть которых обратно в сундук и предстоит Джейку |
| 20 (41) | 10 марта 2007    | Homecoming (Возвращение домой)                               | Джейк и Роуз назначаются на Короля и королеву в их школе, и Джейк считает, что это прекрасная возможность продолжить свои отношения с Роуз. Между тем, они также должны работать вместе, чтобы остановит Хансмена, который хочет использовать черепа, чтобы уничтожить магический мир. Но три последних черепа хранятся в магазине Лао Ши. Хансмен посылает Роуз забрать их, и когда она отказывается это делать, он показывает ей её родителей, и говорит, что убьёт их, если Роуз не принесёт ему черепа. В итоге Джейк узнаёт, что черепа взяла Роуз и думает что она предала его. Он отправляется на то место, где Хансмен хочет использовать черепа. Но он опаздывает. Хансмен загадывает желание, но Роуз выбивает у него из рук череп и загадывает разрушение всего Хансклана. Но и она сама должна исчезнуть, поскольку сама принадлежит этому клану. Видя это Джейк загадывает желание, чтобы Роуз никогда не была похищена Хансменом, автоматически стирая ей память о Хансклане и о том, что они знакомы. На следующее утро Джейк встречает Роуз, которая говорит ему, что они никогда не виделись и скорее всего не увидятся, поскольку она переезжает в Гонконг. |
| 21 (42) | 24 марта 2007    | Young at Heart (Юные сердцами)                               | Джейк очень хочет повзрослеть, потому что это дало бы ему больше прав. Когда на город нападает монстр, способный состарить любое существо, под его «огнём» оказываются Трикси и Спад, ставшие стариками, а Джейк специально подстраивает своё взросление и стареет… лет на 10. Такая жизнь прекрасна, но вместе с новыми правами приходят новые обязанности, да ещё друзья Джейка требуют вернуть всё, как было. |
| 22 (43) | 7 апреля 2007    | Siren Says (Слово Сиренам)                                   | На школьном аукционе Джейка «выкупает» странноватая девочка Даника Ханигат, хотя самому дракону по нраву другая. Он незаметно отсылает ей побольше денег и наконец оказывается «продан». Трикси и Спаду не нравится поведение Джейка, особенно когда он периодически начинает забываться и творить странные рисковые вещи. Друзья приходят к выводу, что новая подружка американского дракона — сирена Вики Фиклинг, и он должен вернуться к первой покупательнице, помешанной на мистике. По ходу дел выясняется, что сирена та, на которую и не думали, и что она собирается мстить… |
| 23 (44) | 28 апреля 2007   | Shaggy Frog (Лохматая лягушка)                               | Спад завидует Джейку и грезит о жизни магического существа-героя. Во время поиска пропавшей жабы, волшебного питомца, Спад коснулся её и мутировал, получив чудесную силу, ловкость, скорость, а также необычный окрас тела. Но над Спадом нависла серьёзная угроза со стороны охотников, и он должен выбрать: отказаться от мечты и довольствоваться тем, чем он уже одарён с рождения, как обычный человек, а значит, спастись, или прятаться… |
| 24 (45) | 12 мая 2007      | Nobody's Fu (Несовершенный Фу)                               | Лицензия Фу как защитника американского дракона истекла, и Фу придётся пройти испытания, чтобы её себе вернуть. Из-за неудачного склада событий Фу дог всё же вылетает со своего поста, а его место может занять молодой, современный «помощник», Бананас Би, который очень приглянулся Джейку и его друзьям. В чём секрет настоящий дружбы? Почему Бананас Би готов так легко перейти на сторону зла? Готов ли Джейк спасти «надоевшего и ненужного» Фу взамен на удирающую Чанг, которую ещё можно остановить? |
| 25 (46) | 2 июня 2007      | Magic Enemy#1 (Волшебный враг № 1)                           | Профессор Ротвуд, зная, что Джейк-дракон, устанавливает унизительную кампанию для Джейка в школе, чтобы заставить его ошибиться и разоблачить себя. Надоев упорство Ротвуда, Джейк начинает вести Интернет-блог, где он пишет, что он отдаст всё, если Ротвуда не станет. Неправильно истолковав это сообщение, магическое сообщество открывает охоту на голову Ротвуда. Теперь, Джейк должен защищать Ротвуда от магических охотников. Джейк спасает Ротвуда, и они приходят к взаимопониманию, после Джейк показывает ему Магнус базар. Но оказывается, что Ротвуд Всё это снимал. Однако, Джейк делает так, что у него нет доказательств того, что он увидел, забрав флешку с видео, что злит Ротвуда ещё раз. |
| 26 (47) | 16 июня 2007     | A Ghost Story (Призрачная история)                           | Джейк вернулся в лагерь в котором он был много лет назад, но теперь в качестве учителя. Но вот незадача, оказывается, что в лагере кроме людей завелись и призраки, отправить которых восвояси должен Джейк. |
| 27 (48) | 17 июня 2007     | Bite Father, Bite Son (Укусить отца, укусить сына)           | На Джейка устроили охоту вампиры, жизненная сила которых зависит от потребления крови дракона. Они путают Джейка с его отцом, так как не видели Американского дракона в облике человека, и теперь тот должен помочь папе и уничтожить вампиров вместе с их королевой, чтобы как-то исправить ошибку и извиниться за сказанные в присутствии отца дурные слова в его адрес. |
| 28 (49) | 1 июля 2007      | Game On (Шкатулка эльфов)                                    | Джейку выпала важная миссия. Нужно отнести шкатулку эльфов, в которой заточена великая сила, способная уничтожить мир, трём красоткам колдуньям. Джейк чуть ли не в депрессии из-за неудачного дня, нашедшего на него, к тому же, именно по вине дракона уничтожение опасной разработки откладывается. В итоге, Джейк вместе с Фу догом вскрывают её, обнаружив в коробочке с ней волшебный контроллер, способный изменять физические данные обладателя. Злоупотребив возможностями контроллера, который также предназначен для перемещений во времени, Джейк не справляется с миссией, и контроллер оказывается в плохих руках, а точнее, в лапах. |
| 29 (50) | 7 июля 2007      | Furious Jealousy (Фурии возвращаются)                        | Вновь благодаря случайным событиям ожила Фурия. И как в прошлый раз она хочет воскресить своих сестёр, чтобы сделать то, что у них никак не удавалось. Как назло, Джейк в это время расслабился,объелся вредной пищи, набрал вес и был совершенно не готов к новой атаке. |
| 30 (51) | 4 августа 2007   | Being Human (Быть человеком)                                 | Джейк должен поддерживать баланс магического мира, но из-за постоянных тренировок и миссий он пропускает остаток учебного года. Так, он не был запечатлён на многих фотографиях школьного альбома, не видел многих школьных мероприятий и вообще очень устаёт, но учится совмещать свои обязанности. Но ему в конец надоедает эта несправедливость, и он предлагает сестре Хейли отдать ей звание Американского дракона. Подставив самого себя перед консулами, Джейк перекладывает обязанности на сестру сроком на неделю, и этого времени оказывается достаточно, чтобы наладить школьные дела и связи с профессором Ротвудом. В тот момент Хейли сначала радуется и гордится собой, но начинает ужасно уставать и опаздывать в школу, получая стресс. Время кончается, и тут возвращается Чанг, готовая возродить Тёмного дракона. Для её мрачных планов требуется лишь капля крови Американского дракона, а значит, пора захватывать его. Джейк попадает в плен, но его противница понятия не имеет, что её целью на тот момент была Хейли. Семья Джейка и Сан прибывают на место, и развязывается битва. В итоге место возрождения древнего тёмного зла оказывается разрушено и опустошено, но битва даёт о себе знать, и в итоге кровь Американского дракона попадает в ритуальный почти потушенный костёр. И Тёмный дракон возрождается… А Джейк празднует окончание учёбы. |
| 31 (52) | 1 сентября 2007  | The Hong Kong Longs (Лонги в Гонконге)                       | Семья Лонгов, а также Трикси, Спад и, конечно, Фу, отправляются в Гонконг. Джонотан, папа Джейка, проводит экскурсии по городу по книге, которая оказалась магическим путеводителем, страницы которого содержат информацию о волшебных чаях и подобному. Всё идёт хорошо. Вскоре Джейк выясняет, что Роуз переехала именно в Гонконг. Там же вскоре должен появиться храм, перемещающийся между мирами с интервалом в 1000 лет, а в храме произойдёт собрание драконов. Тёмный дракон вместе с верными помощниками возвращается, его целью становятся драконы, что должны собраться в храме, но нужна помощь со стороны, и тогда он крадёт Лао Ши. Джейк рвётся помочь, но попадает под шантаж. Чтобы спасти дедушку, Джейк должен обслужить драконов в храме этой же ночью и подлить им в кубок зелье, которое сделает их одержимыми. Джейк не может решиться. Нужна помощь охотника на драконов, ведь, по идее, только тот знает, как быстро умертвить данное существо. Джейк наведывается к Роуз и просит встретиться у неё дома, но при условии, что её родителей не будет дома и что Роуз выслушает его. Но та принимает Джейка за сумасшедшего, и его забирает полиция, но Американский дракон вырывается. У Роуз остался его пиджак с фотографией, где он и она ещё знакомы. В это время в храме начинается встреча, и Джейк создаёт видимость, что подливает нечто в кубок с питьём, тогда Тёмный дракон появляется… Семья Джейка, ещё у них в номере, спешат помочь Лао Ши, и Хейли обращается в дракона на глазах у отца. Он убеждается в существовании магии, и все отправляются в храм. Люди и драконы объединились против зла, и самым неожиданным сюрпризом было появление… частички утерянного Хансклана (т.е. Роуз, которая по фотографии вспомнила, то время когда она была Хансгёл и знала Джейка). |